# Webuye
Webuye är en ort och kommun i distriktet Bungoma i Västprovinsen i Kenya. Centralorten hade 23 318 invånare vid folkräkningen 2009, hela kommunen 65 280 invånare.